# Czopy (Łukawiec)
Czopy – część wsi Łukawiec w Polsce, położona w województwie podkarpackim, w powiecie lubaczowskim, w gminie Wielkie Oczy.
W latach 1975–1998 Czopy należały administracyjnie do województwa przemyskiego.